# Kanton Chevreuse
Der Kanton Chevreuse war bis 2015 ein französischer Wahlkreis im Arrondissement Rambouillet, im Département Yvelines und in der Region Île-de-France; sein Hauptort war Chevreuse. Vertreter im Generalrat des Départements war zuletzt von 2001 bis 2015 Yves Vandewalle (UMP). 

## Gemeinden
Der Kanton bestand aus 13 Gemeinden:
| Gemeinde                 | Einwohner Jahr | Fläche km² | Bevölkerungsdichte | Code INSEE | Postleitzahl |
| ------------------------ | -------------- | ---------- | ------------------ | ---------- | ------------ |
| Cernay-la-Ville          | 1.633 (2013)   | 9,77       | 167 Einw./km²      | 78128      | 78720        |
| Chevreuse                | 5.750 (2013)   | 13,42      | 428 Einw./km²      | 78160      | 78460        |
| Choisel                  | 539 (2013)     | 8,73       | 62 Einw./km²       | 78162      | 78460        |
| Dampierre-en-Yvelines    | 1.063 (2013)   | 11,17      | 95 Einw./km²       | 78193      | 78720        |
| Lévis-Saint-Nom          | 1.676 (2013)   | 8,25       | 203 Einw./km²      | 78334      | 78320        |
| Magny-les-Hameaux        | 9.063 (2013)   | 16,64      | 545 Einw./km²      | 78356      | 78114        |
| Le Mesnil-Saint-Denis    | 6.605 (2013)   | 8,95       | 738 Einw./km²      | 78397      | 78320        |
| Milon-la-Chapelle        | 272 (2013)     | 3,06       | 89 Einw./km²       | 78406      | 78470        |
| Saint-Forget             | 477 (2013)     | 6          | 79 Einw./km²       | 78548      | 78720        |
| Saint-Lambert            | 444 (2013)     | 6,61       | 67 Einw./km²       | 78561      | 78470        |
| Saint-Rémy-lès-Chevreuse | 7.725 (2013)   | 9,65       | 801 Einw./km²      | 78575      | 78470        |
| Senlisse                 | 525 (2013)     | 7,9        | 66 Einw./km²       | 78590      | 78720        |
| Voisins-le-Bretonneux    | 11.464 (2013)  | 2,38       | 4817 Einw./km²     | 78688      | 78960        |